# Vorykva
Vorykva (rusky Ворыква) je řeka v Republice Komi v Rusku. Je 170 km dlouhá. Povodí má rozlohu 1730 km².

## Průběh toku
Pramení v Četlasského Kameni.Protéká krajinou lesů a bažin v mírně zvlněné rovině. Je to levý přítok řeky Vym (povodí Vyčegdy).

## Vodní stav
Zdroj vody je smíšený.